# Antoni Sabater i Esteve
Antoni Sabater i Esteve (Reus, 26 de febrer de 1899 - 29 de setembre de 1978) va ser un industrial i filantrop reusenc.
Provinent d'una família coneguda per la seva activitat industrial amb l'oli, se l'anomenava «el Sabater de l'oli». De jove va ser membre de la Lliga Regionalista i a l'inici de la Guerra Civil es va traslladar a Andalusia, juntament amb el seu germà Josep, amb el qual havia desenvolupat el comerç de fruits secs a la comarca. Va tornar després del 1939 a Reus on va ser president de la Mútua Reddis (després president honorari), va finançar la reconstrucció de diverses esglésies destruïdes durant la guerra, especialment el Santuari de Misericòrdia, del que en va presidir la junta d'administració, i va ser un dels fundadors de la Germandat de Santa Maria de Poblet, ajudant a la reconstrucció del Monestir. Del 1943 al 1948 va ser president del Reus Deportiu. La seva ciutat natal li ha dedicat una plaça, la Plaça d'Antoni Sabater, encara que la gent també la coneix com a plaça de les Aigües, ja que allà hi ha l'oficina municipal de la companyia d'aigües.